# 日本バス研究会
日本バス研究会（にほんバスけんきゅうかい）とは、バスに興味がある者（バスファン）たちの親睦を図り協力して活動することを目的として1976年4月設立された日本最初の任意団体（趣味同好会）である。当時の会報より略称は“JBS”。

## 活動歴
日本で最初に発足したバス愛好家団体として、その後発足する日本バス友の会が関わらなかったアプローチ（研究雑誌的な会誌の発行、会員からの投稿によるカレンダーの作成、スケールモデルの制作など）を試みている。また「バス模型コンテスト」を企画したとされているが、現在は「JNMAフェスティバル」に毎年参加している。1998年頃には、当時のバス愛好家団体「東京バスリサーチ」（の保有していた富士重工製15E車体を架装した日産ディーゼルP-U32L型バス車両を用いて）との共催で、2002年にバス車体製作から撤退した富士重工業見学会・日産ディーゼルの工場見学会などを行っていた。また、過去には会として、保存バス「丼池号（どぶいけごう）」(いすゞBXD30型の北村製作所車体製造)を保有していたことがある。
分裂や他団体との合同などがあり、日本バス研究会を名乗る団体が2つ以上存在する状況にある。もともと、日本バス友の会より緩やかな団体であった。

## 会誌
- バスファン - 1976年6月創刊。国立国会図書館収蔵巻号（1980年前後）では出版地は大阪府箕面市から京都府京都市などと変遷している。近畿圏・首都圏の交互編集の時期を経て、現在は発行人持下氏による首都圏サークル（東京都世田谷区）が発行。
- Bus Fan - 京都市にある事務センターが発行。